# サンタ・リタ
サンタ・リタ (英語: Santa Rita、チャモロ語: Sånta Rita)はアプラ港のアメリカ海軍の基地・軍港部分があるグアム南西部の村である。  第二次世界大戦後にできたグアム島内で最も新しい村である。

## 歴史
第二次世界大戦以前はオロテ半島にSumay村があった。(現在はアプラ港の一部となっている。)Sumay村は島内の商業の中心として栄えたが、1944年のグアムの戦いで村は荒廃した。村にアメリカ海軍基地の建設が計画されるとSumay村とFena村との間の丘にSumay村の住民は移転し、サンタ・リタ村が創設された。